# Irje
Irje este o localitate din comuna Rogaška Slatina, Slovenia, cu o populație de 295 de locuitori.